# Pablo Machín
Pablo Machín (Soria, 7 april 1975) is een Spaans voetbalcoach en voormalig voetballer.

## Loopbaan als speler
Machín had zelf een bescheiden carrière als voetballer. Hij speelde zijn volledige loopbaan bij CD Numancia. Vijf wedstrijden bij het eerste elftal buiten beschouwing gelaten, speelde hij vooral in het tweede elftal. In 1998 blesseerde hij zich aan de knie, wat het einde van zijn loopbaan tot gevolg had. Hij was toen 23 jaar oud.

## Loopbaan als trainer
In 2000 keerde hij terug naar Numancia en begon er bij de jeugd te werken. In 2006 promoveerde hij als coach en kreeg het tweede elftal onder zijn hoede. Op 30 mei 2011 tekende hij een contract als hoofdcoach van Numancia in navolging van de ontslagen Juan Carlos Unzué. Op 9 maart 2014 verving hij Francisco Javier López Castro bij Girona FC. Na het seizoen 2016/17 promoveerde hij met Girona naar de Primera División. Het seizoen 2017/18 wist hij op een knappe tiende plaats te eindigen, op slechts zeven punten afstand van een Europees ticket. Op 28 mei 2018 tekende hij een contract voor twee jaar bij Sevilla FC. Op 15 maart 2019 werd hij ontslagen bij Sevilla. Aanleiding van het ontslag was de vroegtijdige uitschakeling in de Europa League tegen Slavia Praag. Daarna was hij kortstondig coach van Espanyol en Qingdao Huanghai FC in China. Op 5 augustus 2020 werd Machín aangesteld als coach van Deportivo Alavés.